# Jugo escocês

Animação do jogo escocês.

O jugo escocês, também chamado garfo escocês, é um mecanismo que transforma um movimento retilíneo em movimento circular.